# Complexidade exponencial

## Definição
Representada por O(2n). Complexidade algorítmica em que a medida que N aumenta o fator que estiver sendo analisado (tempo ou espaço) aumenta exponencialmente.
Algoritmo com complexidade exponencial, não é executável para valores de N muito grandes.
Algoritmos desta ordem de complexidade geralmente não são úteis sob o ponto de vista prático. Por exemplo, quando n é vinte, o tempo de execução é cerca de um milhão. Problemas que somente podem ser resolvidos através de algoritmos exponenciais são ditos intratáveis.